# Август Сильный
Август Сильный, также Фридрих Август I Саксонский и Август II Польский (нем. August II. der Starke; пол. August II Mocny, лит. Augustas II, бел. Аўгуст II Моцны; 12 мая 1670, Дрезден — 1 февраля 1733, Варшава) — курфюрст Саксонии с 7 мая 1694 года, король польский и великий князь литовский с 15 сентября 1697 года (провозглашение королём 17 июня 1697 года) по 16 февраля 1704 года (1-й раз, фактически до 24 сентября 1706 года) и с 8 августа 1709 года (2-й раз).
С 1694 года правил под именем Фридрих Август I как курфюрст Саксонии и с 1697 года как Август II. Для того, чтобы занять польский престол, протестант Август принял католичество 1 июня 1697 года. Его попытки внутренних реформ и усиления королевской власти обернулись провалом, одновременно позволив Российской империи усилить влияние в этом регионе. Союзник Петра I в Северной войне (1700—1721) против Швеции.
Царствование его было эпохой падения народного благосостояния Польши и воинственного духа её жителей. При Августе II польская армия уменьшена была с 80 000 до 18 000 и разделена на две части, из которых одна состояла из национальных, другая из иностранных войск.

## Титул
Полный титул: Божьей милостью король польский, великий князь литовский, русский, прусский, мазовецкий, жемайтский, киевский, волынский, подольский, подляшский, инфлянтский, смоленский, северский, черниговский, а также наследный герцог и курфюрст саксонский и так далее.

## Юность и обретение трона
Август родился в Дрездене и был вторым сыном Иоанна Георга III и Анны Софии Датской.
Август женился на Кристине Эбергардине Бранденбург-Байрейтской 20 января 1693 года. У них был сын Фридрих Август II (1696—1763), который наследовал у своего отца титул саксонского курфюрста и польского короля.
Как младший сын, Август не имел прав на управление курфюршеством, и Иоганн Георг IV занял место их отца после его смерти 12 сентября 1691 года. Во время карнавального сезона в Венеции Иоганн Георг IV заразился оспой и, не оставив завещания, умер 27 апреля 1694 года. Таким образом Август стал курфюрстом Саксонии под именем Фридрих Август I.
Он принял командование над соединенным австро-саксонским войском, посланным в Венгрию против турок, но после битвы при Олаше в 1696 году сложил с себя командование и вернулся в Вену, где у него возник план добиваться польского престола, сделавшегося вакантным по смерти Яна Собеского. С помощью своих агентов, не щадивших средств, ему удалось устранить кандидатуру своего соперника, принца Конти, и даже, чтобы уничтожить последнее препятствие к своему избранию, он перешел (в Бадене близ Вены) в католицизм. 15 сентября 1697 года состоялось его торжественное коронование  в Кракове. Но это избрание обошлось ему недешево: до 10 млн. гульденов было потрачено на подкупы польских магнатов, и чтобы добыть ему сумму, пришлось продать и заложить часть своих наследственных земель.

## Деятельность в Саксонии
Влияние курфюрста Августа на культурное развитие Саксонии было очень значительно. Август ценил красоту, любил музыку и был выдающимся коллекционером живописи, покровителем художников и ювелиров. Его имя связано со многими культурными начинаниями.
В поисках денежных средств, особенно в период обострения соперничества за польскую корону, Август Сильный привлек многочисленных алхимиков и авантюристов, обещавших получить золото из ртути. При саксонском дворе алхимик Иоганн Бёттгер в поисках золота с помощью выдающегося учёного-химика Вальтера фон Чирнхауза первым в Европе сумел получить фарфор. В 1710 году по указанию Августа была основана фарфоровая мануфактура в Мейсене.
В 1722 году началась реорганизация и расширение художественных коллекций Дрездена. Август Сильный стал фактическим основателем знаменитой Дрезденской картинной галереи. Собрание драгоценностей курфюрста — кунсткамера — дала основание будущему музею ювелирного искусства Зелёный свод.
В это же время началось топографическое измерение саксонских дорог и установление первых почтовых столбов. Военных и экономических заслуг у него нет. Высокими издержками его двора в стиле Людовика XIV он оставил после себя совершенно расшатанную экономику в Саксонии.

## Деятельность в Речи Посполитой
Август проводил непоследовательную политику. Будучи связан военным союзом с Петром I, он, однако, неоднократно заключал тайные соглашения со своим противником Карлом XII. Так, после того, как в кампании 1706 года войска Августа были разбиты шведами, он был принужден заключить с ними Альтранштедтский мир, по которому он отрекался от польского престола в пользу Станислава Лещинского и расторгал союз с Россией. Позднее, когда разгром русскими войсками шведов под Полтавой привёл к резкому повороту в ходе всей войны, Август возобновил союз с Петром и при его содействии возвратился на престол, однако продолжил прежнюю политику: будучи формально союзником России, заключал направленные против неё тайные союзы. Во время своего правления приблизил к себе шляхтича Вацлава Будько, который фактически являлся начальником тайной службы при короле.
Стремление Августа усилить королевскую власть и присутствие саксонских войск на территории Речи Посполитой стало поводом для выступления части шляхты и магнатов данного государства против монарха. Противники Августа образовали Тарногродскую конфедерацию в Королевстве Польском, а также конфедерация была образована в Великом княжестве Литовском. Началось вооруженное противостояние мятежников и королевских войск. В итоге при посредничестве Российской империи конфликт был улажен на Немом сейме. В 1717 году на так называемом Немом сейме король примирился с польской шляхтой, признавшей его своим королём, ценой серьёзных ограничений королевских полномочий.
Таким образом по итогам Северной войны Август сохранил престол Речи Посполитой, однако главной цели участия этого государства в войне — возвращения Лифляндии — он не достиг, эта территория отошла к России.
Условия Немого сейма превратили Августа II из союзника в вассала Петра I. Август пытался выйти из этого положения, он искал союза с другими государствами. Однако Россия и Пруссия договорились способствовать сохранению слабой власти в Речи Посполитой. Российская империя иногда применяла войска, чтобы помешать планам Августа (в 1726 году российские войска не дали внебрачному сыну Августа Морицу занять курляндский престол). Более того, шляхта не поддерживала курс короля, испытывая к нему недоверие. Шляхтичи срывали сеймы, на которых король хотел усилить свою власть. Это происходило при финансовой поддержке Российской империи. Август II пытался опираться на магнатов (например, на Чарторыйских), но это не принесло ему желаемого результата. При Августе II в Речи Посполитой началась крайняя степень анархии, которая усилится в период правления его сына. Активно срывались сеймы. Из 18 сеймов 11 было сорвано, 2 закончилось безрезультатно. Происходили наезды крупных землевладельцов на более мелких, землевладельцы готовы были отдавать своих жен и детей за аренды и должности королю, активизировались стремления породниться с королевскими наложницами, внебрачными детьми.
Период правления Августа II Сильного был отмечен репрессиями в отношении граждан Речи Посполитой, которые не исповедовали католицизм.
Август II умер 1 февраля 1733 года в Варшаве. Последними его словами были: «Вся моя жизнь была единым непрерывным грехом».

## Награды
- Польский орден Белого орла (01.11.1705)
- Российский орден Святого апостола Андрея Первозванного (30.11.1712)
- Российский орден Святого Александра Невского (30.08.1725)[10]
- Прусский орден Чёрного орла
- Датский орден Слона

## Личная жизнь
С 1693 года Август был женат на Кристиане Байрейтской, дочери маркграфа Кристиана Эрнста Бранденбург-Байрейтского. В 1696 году родился его единственный законный ребёнок — будущий курфюрст Саксонии Фридрих Август II, как и отец, избранный королём Польши (под именем Август III, 1696—1763). После того, как в следующем году Август был избран королём Польши, он переехал туда и принял католицизм, а Кристиана осталась верна протестантской вере и осталась в Саксонии. С этого момента их брак распался.
У Августа было множество фавориток и внебрачных детей; ходили слухи о том, что у курфюрста-короля 365 внебрачных детей. Одна из его любовниц Эльжбета Жалевская стала матерью Александра Юзефа Сулковского, влиятельного саксонского аристократа и политика. Сыном Авроры фон Кёнигсмарк был Мориц Саксонский, блестящий французский полководец. От Морица Саксонского происходит писательница Жорж Санд. Детьми от Марии Авроры фон Шпигель, крещённой турчанки Фатимы были генерал-фельдмаршал сын Фридрих Август Рутовский и дочь Мария Анна Катарина Рутовская (1706—1746).
Урсула Екатерина Любомирская была матерью военачальника шевалье де Сакса. У графини Козельской были трое детей от короля: дочери Августа Констанция фон Козель (1708—1728) и Фредерика Александра фон Козель (1709—1784), а также сын, генерал польской армии Фридрих Август фон Козель (1712—1770). Матерью авантюристки Анны Каролины Ожельской была француженка Генриетта Ренар-Дюваль.

## Память
Августу Сильному посвящена почтовая марка Генерал-губернаторства 1944 года.
Имя Августа Сильного носят:
- судно August der Starke[нем.], построенное в 1994 году Саксонской судоходной компанией[нем.];
- улица Аугустус-штрассе в Дрездене;
- Мост Августа[нем.] через Эльбу в Дрездене;
- Августусбад[нем.] — бывший курорт в Радеберге;
- Кодекс Августа[нем.] — собрание законодательства Курфюршества Саксонии, изданное в 1724 году в Лейпциге.